# 0123
0123 è il prefisso telefonico del distretto di Lanzo Torinese, appartenente al compartimento di Torino.
Il distretto comprende la parte occidentale della città metropolitana di Torino, corrispondente grosso modo alle Valli di Lanzo. Confina con la Francia a ovest e con i distretti di Rivarolo Canavese (0124) a nord, di Torino (011) a est e a sud e di Susa (0122) a sud-ovest.

## Aree locali e comuni
Il distretto di Lanzo Torinese comprende 18 comuni compresi in 1 area locale, nata dall'aggregazione dei 6 preesistenti settori di Balme, Ceres, Groscavallo, Lanzo Torinese, Usseglio e Viù: Ala di Stura, Balangero, Balme, Cafasse, Cantoira, Ceres, Chialamberto, Coassolo Torinese, Germagnano, Groscavallo, Lanzo Torinese, Lemie, Mezzenile, Monastero di Lanzo, Pessinetto, Traves, Usseglio e Viù .